# ハミッシュ・ダルゼル
ハミッシュ・ダルゼル（Hamish Dalzell、1996年1月16日 - ）は、ニュージーランド出身のラグビーユニオン選手。

## 来歴
セント・アンドリュースカレッジ、リンカーン大学を経る。2015年、U20ニュージーランド代表に選ばれた。
2016年からニュージーランドの州代表チームであるカンタベリーに所属。2019年3月、世界選抜メンバーになる。
2019年、パナソニック ワイルドナイツ(現・埼玉パナソニックワイルドナイツ)に加入。
2020年2月22日に行われたジャパンラグビートップリーグ第6節のNTTドコモレッドハリケーンズ戦にて先発出場で日本での公式戦初出場を果たす。同年10月、パナソニック ワイルドナイツを退団した。同年、パナソニック ワイルドナイツを退団後、オークランドを経て、2021年、クルセイダーズに加入。
2022年、ニューヨーク・アイアンワーカーズに加入。
2023年、日本製鉄釜石シーウェイブスRFCに加入。